# Hibana gracilis
Espèce
Synonymes
- Clubiona gracilis Hentz, 1847
- Anyphaena rubra Emerton, 1890
- Aysha striata Banks, 1909

Hibana gracilis est une espèce d'araignées aranéomorphes de la famille des Anyphaenidae.

## Distribution
Cette espèce se rencontre aux États-Unis au Texas, en Oklahoma, au Kansas, au Missouri, en Arkansas, en Louisiane, au Mississippi, en Alabama, en Floride, en Géorgie, en Caroline du Sud, en Caroline du Nord, en Virginie, au Maryland, au Delaware, au New Jersey, dans l'État de New York, au Connecticut, au Rhode Island, au Massachusetts, en Ohio, en Indiana, au Michigan, au Wisconsin, en Illinois et en Iowa, au Canada en Ontario et en Jamaïque,.

## Description

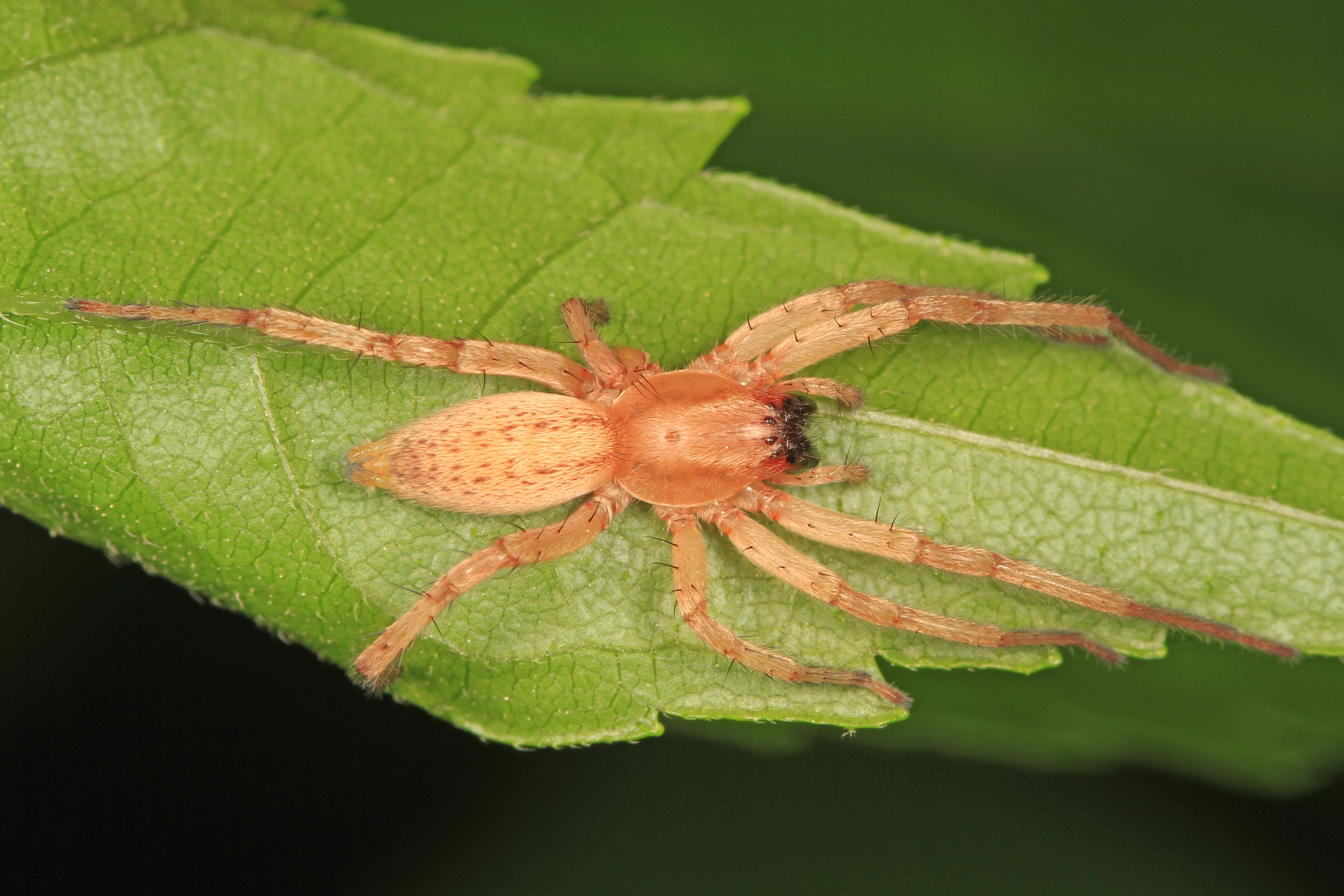
Hibana gracilis

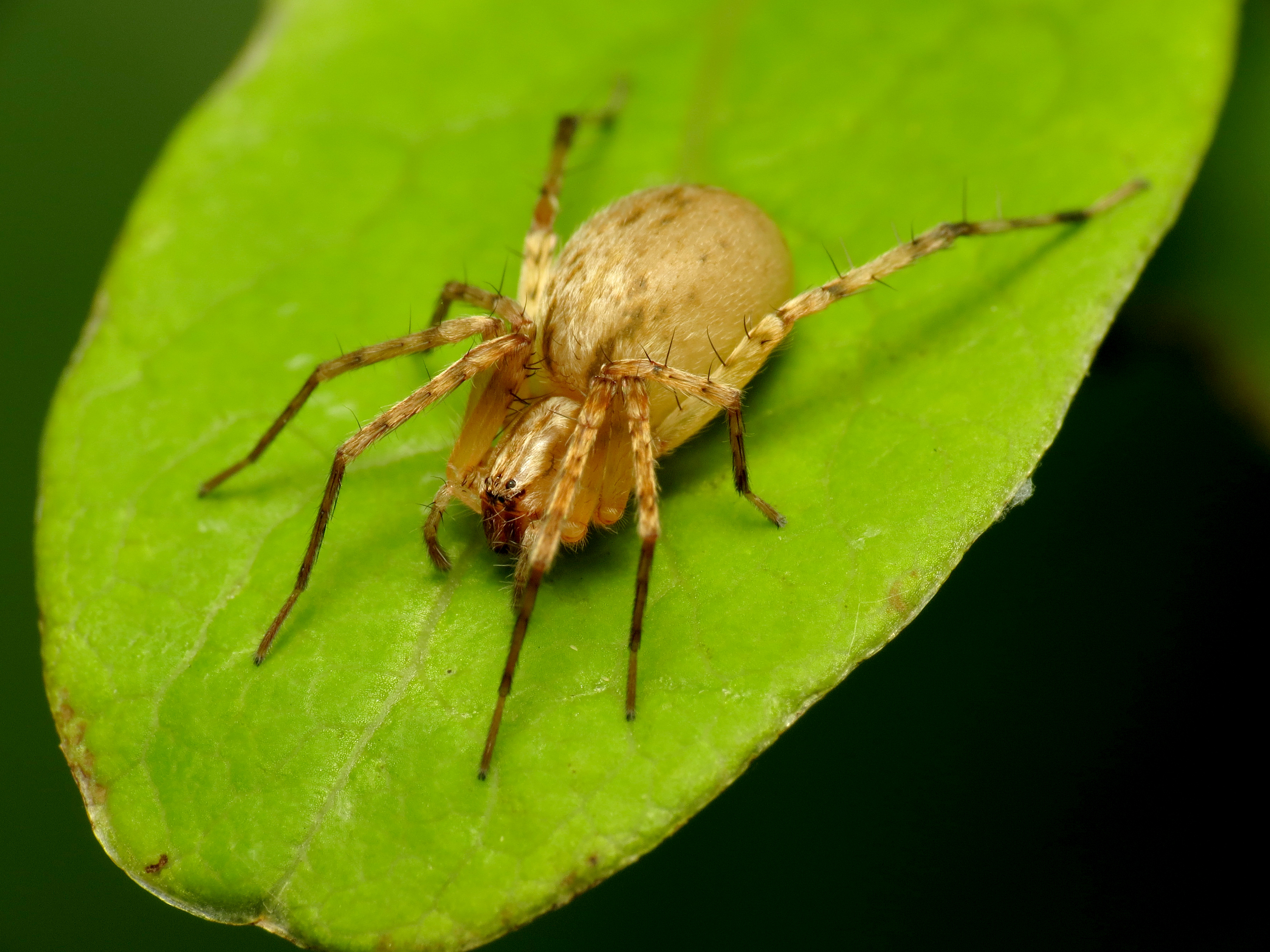
Hibana gracilis

Le mâle décrit par  en mesure 6,60 mm et la femelle 7,25 mm.

## Systématique et taxinomie
Cette espèce a été décrite sous le protonyme Clubiona gracilis par Hentz en 1847. Elle est placée dans le genre Anyphaena par L. Koch en 1866, dans le genre Aysha par Bryant en 1931 puis dans le genre Hibana par Brescovit en 1991.

## Publication originale
- Hentz, 1847 : « Descriptions and figures of the araneides of the United States. » Boston Journal of Natural History, vol. 5, p. 443-478 (texte intéral).